# جيمس كوان (سياسي كندي)
جيمس كوان هو سياسي كندي، ولد في 1803، وتوفي في 22 مايو 1900.